# You Could Have It So Much Better
You Could Have It So Much Better es el segundo álbum de estudio de la banda indie rock de Glasgow Franz Ferdinand, que fue lanzado por primera vez el 28 de septiembre de 2005 en Japón, y el 3 de octubre de 2005 en el Reino Unido. Grabado en los Estados Unidos y en su propio estudio en Glasgow, producido por Rich Costey.

## Lista de canciones
Todas las canciones escritas y compuestas por Alex Kapranos, Nick McCarthy, Bob Hardy y Paul Thomson. 
| N.º   | Título                             | Duración |  |
| 1.    | «The Fallen»                       | 3:42     |  |
| 2.    | «Do You Want To»                   | 3:35     |  |
| 3.    | «This Boy»                         | 2:21     |  |
| 4.    | «Walk Away»                        | 3:36     |  |
| 5.    | «Evil and a Heathen»               | 2:05     |  |
| 6.    | «You're the Reason I'm Leaving»    | 2:47     |  |
| 7.    | «Eleanor Put Your Boots On»        | 2:49     |  |
| 8.    | «Well That Was Easy»               | 3:02     |  |
| 9.    | «What You Meant»                   | 3:24     |  |
| 10.   | «I'm Your Villain»                 | 4:03     |  |
| 11.   | «You Could Have It So Much Better» | 2:41     |  |
| 12.   | «Fade Together»                    | 3:03     |  |
| 13.   | «Outsiders»                        | 4:02     |  |
| 41:16 |                                    |          |  |

| Lanzamiento en Japón |                   |          |  |
| N.º                  | Título            | Duración |  |
| 14.                  | «Your Diary»      | 3:08     |  |
| 15.                  | «Fabulously Lazy» | 2:55     |  |

| Exclusivamente en iTunes |                                                                     |          |  |
| N.º                      | Título                                                              | Duración |  |
| 16.                      | «Do You Want To» (directo en los Princes Street Gardens, Edimburgo) | 3:42     |  |

## Personal
- Alex Kapranos: guitarra principal, voz principal, teclados;
- Nick McCarthy: guitarra rítmica, voces, teclados;
- Bob Hardy: bajo;
- Paul Thomson: batería, percusión, coros.

## Portada
La portada está inspirada en la obra del ruso Alexander Rodchenko, fotógrafo avant garde y pionero del collage. En particular, la imagen de la portada es una copia directa del retrato de Rodchenko de Lilya Brik.